# Iglesia de Nuestra Señora del Don (Alfafar)
La iglesia de Nuestra Señora del Don (en valenciano: Església de Nostra Senyora del Do) es un templo católico situado en la plaza Mayor de Alfafar (Valencia, España). Data del siglo XVIII y es un edificio representativo del barroco popular valenciano. Alberga la imagen de la Virgen del Don que, según la leyenda, se encontró en el siglo XIII, durante la conquista.
Es Bien de Relevancia Local con identificador número 46.16.022-001.

## Estructura
El edificio está construido con mampostería reforzada por capas de ladrillo cocido a la romana, típico del barroco popular valenciano de la primera mitad del siglo XVIII. Pese a su carácter anónimo, evidencia un notable conocimiento de las técnicas arquitectónicas y de los principios estéticos del barroco. El edificio se halla inscrito dentro de un cubo a partir del que se van sacando las restantes proporciones. La construcción es la tradicional, a base de pilares, arcos y bóvedas que van trasmitiendo las cargas al exterior. Tiene una torre campanario de tres cuerpos y reloj, mientras que el templo es de tres naves con crucero, cúpula y capillas laterales. Se preveía que las paredes fuesen enlucidas con mortero de cal y arena y posteriormente pintadas y decoradas, pero solamente la cúpula y la fachada principal con el campanario pudieron ser rematadas en la fase principal de la obra. La capilla de la comunión, situada en un lateral del crucero, es un pequeño recinto cubierto de bóveda de cañón con lunetos dividido en tres tramos y presidido por una imagen de Cristo crucificado.

## Historia
La leyenda local atribuye al rey Jaime I de Aragón, quien habría acampado en tierras de Alfafar para conquistar la ciudad de Valencia cuando siete estrellas bajaron del cielo para indicar dónde se ocultaba una imagen de la Virgen. Según la leyenda, el rey en su asombro habría exclamado: ‘’Oh gran Do!’’ por lo que la patrona de Alfafar se denomina Nuestra Señora del Don.
Alfafar fue el primer centro parroquial de la Huerta Sur, afectando a las poblaciones de Lugar Nuevo de la Corona, Masanasa, Benetúser y Paiporta, y con funciones administrativas y fiscales, pues suponía ser también el centro de recaudación del diezmo. Se desconocen los datos de la primera iglesia parroquial, la cual pudo ser del tipo de iglesia de reconquista o ser la reutilización de una mezquita. Algunas fuentes le atribuyen estilo gótico,
En 1736 se derribó el viejo edificio, iniciándose las obras del actual en el mismo solar. En 1747 se finalizaron las obras y se consagró el nuevo templo. Al mismo se trasladó la imagen de la Virgen del Don, la pila bautismal, retablos, cuadros, todos los ornamentos y otros objetos litúrgicos, como el cáliz gótico, que formaban el patrimonio acumulado de la parroquia. Se abrió al culto en 1748. A principios del siglo XX el templo se encontraba considerablemente deteriorado como consecuencia de guerras, saqueos y sobre todo por las inclemencias del tiempo. Diversos rayos habían dañado el campanario y la fachada principal presentaba desconchados y pináculos rotos. Entre los años 1915 y 1917 se inició la restauración de la torre y la fachada con una subvención pública de la Diputación por un valor de 2000 pesetas. La fachada se picó y volvió a enlucir totalmente con una falsa distribución de sillares que todavía perdura. Al campanario se le añadieron pequeños retoques modernistas y se cambiaron la mayor parte de los pináculos. Finalmente se pintó en los colores pastel a la moda de la época.
Durante la guerra civil (1936-1939) se incendió el templo y se acabó convirtiendo en mercado y, posteriormente, teatro. La restauración comenzó en 1940 de la mano del rector Fermín Vilar Taverner, que dirigió la parroquia durante 37 años. Se picaron las paredes de yeso quemadas se volvieron a enlucir reponiendo las molduras, capiteles, cornisas, adornos, etc., no siempre con acierto y conocimiento de la situación anterior a la destrucción. Se colocó un pavimento nuevo de baldosa hidráulica y se pintó el interior con colores fuertes y estridentes que simulan mármoles y dorados de aspecto neomodernista. Poco a poco se fueron colocando nuevos altares y retablos en las capillas laterales y finalmente se construyó el altar mayor, de mármoles diversos y bronce, que alberga la imagen de Nuestra Señora del Don. Este último fue cincelado por Manuel Peris Ferrer, marmolista de Alboraya y Antonio Piró, orfebre de Valencia, a imitación del altar mayor del Monasterio de San Miguel de los Reyes de Valencia.
A partir de la década de 1960 se apreció un progresivo abandono de la protección y restauración del templo, que se evidenció en el deterioro de su fachada principal y de la torre del campanario. Tal deterioro obligó a acometer una rehabilitación en 1993 que dotó a la iglesia de su aspecto actual.